# Neudorf (Harz)
Neudorf este un cartier al orașului Harzgerode din landul Saxonia-Anhalt, Germania. Până în 2010 a fost o comună.